# Koriakia
El distrito autónomo de los Koriakos o Koriakia (del coriaco: Чав’чываокруг) fue un sujeto federal de Rusia situado en la mitad norte de la península de Kamchatka, el distrito, manteniendo su entidad como sujeto federal, forma parte a la vez del krai de Kamchatka. La capital administrativa es la ciudad de Palana.
La unificación con el óblast de Kamchatka, formando el krai de Kamchatka, fue aprobada en referéndum el 23 de octubre de 2005 y entró en vigor el 1 de julio de 2007.
La economía se basa principalmente en la industria del pescado, la metalúrgica de minerales no ferrosos, la maderera y la extracción de carbón.

## Territorio
El distrito ocupa el 60% de la superficie de la península de Kamchatka y la isla Karáguinski. La ciudad de Palana se encuentra a 12.866 km de distancia de Moscú.

## Demografía
| Gráfica de evolución de Koriakia entre 1959 y 2020 |
|                                                    |

Constituida por un 59% de rusos, un 24.1% de pueblos nativos (repartidos en un 16.2% de koriakos, un 2.8% de chukchi, un 3.3% de itelmeni y un 1.8% de ewenki), un 5.2% de ucranianos  y un 1% de bielorrusos.

## Clima
El clima es subártico, con inviernos fríos, largos y secos. La temperatura media el mes de enero es de −24 °C a −26 °C. El verano es fresco y corto, con una temperatura media de entre +10 °C y +14 °C. Las precipitaciones oscilan entre los 300 y los 700 mm anuales.

## División administrativa
El distrito autónomo se encuentra a su vez subdividido en cuatro subdivisiones (Районы):
- Raión Karáguinski
- Raión Olyútorski
- Raión Pénzhinski
- Raión Tiguilski